# Mošeja sultana Bajazida II.
Mošeja Bajazida II. (turško Beyazıt Camii, Bayezid Camii) je osmanska cesarska mošeja iz zgodnjega 16. stoletja na območju trga Beyazıt v Carigradu v Turčiji, blizu ruševin Teodozijevega foruma iz antičnega Konstantinopla.

## Zgodovina
Mošejo je naročil osmanski sultan Bajazid II. in je bil drugi velik cesarski kompleks mošeje, ki je bil postavljen v današnjem Carigradu po osvajanju Konstantinopla. Najzgodnejši cesarski kompleks, Fatihova mošeja, je bil kasneje uničena zaradi potresov in popolnoma obnovljena v drugem slogu. Kot rezultat, je kompleks Bejazidije najstarejši cesarski kompleks v Carigradu, ki je ohranjen v svoji prvotni obliki in ima velik zgodovinski in arhitekturni pomen.
Mošeja je bila zgrajena med letoma 1500 in 1505. Külliye (verski in dobrodelni kompleks) mošeje vključuje bližnjo medreso, dokončano leta 1507, velik hamam (kopališče), dokončan nekaj pred letom 1507, imaret (javna kuhinja), karavanseraj in več mavzolejev, vključno s türbe samega Bajazida II. Arhitekt kompleksa ni trdno uveljavljen, vendar se domneva, da je bil glavni arhitekt Yakubşah ibn Islamşah, čeprav mu je ime tudi Mimar Hayreddin. Vsaj eden izmed Yakubşahovih pomočnikov arhitektov ga je nasledil pri dokončanju medrese. Da je bil arhitekt nečak grškega arhitekta Fatihove mošeje (Atik Sinan ali Christodoulos), je znano iz donacije Bajazida II. Ta donacija potrjuje, da je Mehmed II. Osvajalec obdaroval grško pravoslavno cerkev Svete Marije Mongolske, edino cerkev v Carigradu, ki ni bila nikoli spremenjena v mošejo, materi Christodoulosa (babica arhitekta Bajazida II.) v zahvalo obema arhitektoma. O arhitektu je znanega malo drugega kot to, da je v Bursi zgradil tudi karavanseraj; vendar sam izbrušen slog mošeje nakazuje izkušnje s prejšnjimi osmanskimi in zahodnimi arhitekturnimi tehnikami.

### Poškodbe in obnovitvena dela
Kupola je bila delno obnovljena po potresu leta 1509, Mimar Sinan pa je v letih 1573–74 opravil nadaljnja popravila.
Minareta sta bila ločeno požgana v požaru v letih 1683 in 1754. Poškodoval jih je tudi udar strele leta 1743. Dokument iz oktobra 1754 pravi, da je bila posebna vrsta kamna pripeljana iz Karamürselskega mesta Kocaeli, za popravilo mošeje. Tudi napis nad vhodom na dvorišče namiguje, da so bila popravila opravljena tudi leta 1767, kot posledica potresa, ki je leto prej prizadel Carigrad.
Avgusta 2012 so se začela obsežna obnovitvena dela. Postopek je trajal 8 let. Odstranjene so bile cementne formacije, nastale v prejšnjih popravilih v celotni mošeji, poškodovani materiali pa očiščeni ali zamenjani. Obnova, ki je vključevala približno 150 ljudi in je stala 49 milijonov turških lir (približno 7,2 milijona ameriških dolarjev), je bila končana maja 2020 in mošeja je bila ponovno odprta za bogoslužje s polno zmogljivostjo.

## Arhitektura

### Zunanjost
Mošeja je orientirana vzdolž osi severozahod-jugovzhod z dvoriščem na severozahodu s površino, ki je skoraj enaka površini same mošeje. Dvorišče ima na vsaki strani monumentalne vhodne portale. Dvorišče je stebričast peristil, z dvajsetimi starodavnimi stebri iz porfirja, marmorja Verd antique’’  in granita, rešenimi iz cerkva in antičnih ruševin, pokrito s 24 majhnimi kupolami in s tlakom iz polikromnega marmorja.
Sama mošeja ima približno 40 kvadratnih metrov s kupolo s premerom 16,78 metra. Zasnova je osrednja kupola, ki jo držita dve pol-kupoli vzdolž glavne osi in dva loka, ki potekata vzdolž sekundarne osi. Mošeja je v celoti zgrajena iz raznobarvnega  klesanega kamna in marmorja, prisvojeno iz bližnjih bizantinskih ruševin.

### Notranjost
Notranjost mošeje je v manjšem obsegu oblikovana po vzorcu Hagije Sofije. Poleg ogromne osrednje kupole tvorita ladjo polkupoli na vzhodu in zahodu, na severu in jugu pa se razprostirata stranski ladji, vsaka s štirimi majhnimi kupolami po dolžini mošeje, vendar niso razdeljene na galerije. Kupolo podpirajo ogromni pravokotni slopi z gladkimi pendantivi in muqarnas. Prostor je osvetljen z dvajsetimi okni na dnu kupole in sedmimi okni na vsaki polkupoli ter dvema nivojema oken na stenah.
Na zahodni strani se razteza širok razširjen hodnik precej čez glavno konstrukcijo stavbe. Prvotno zasnovani kot štiri kupolaste sobe, ki so služile kot dom za potepajoče derviše, so bila krila v 16. stoletju integrirana v molitveno dvorano in so zdaj sestavljena iz treh zaporednih prostorov, ločenih z oboki. Na koncih teh kril sta dva minareta.

### Območje
Za mošejo je majhen vrt, v katerem so türbe (grobnice) sultana Bajazida II., njegove hčerke Selčuk Hatun in velikega vezirja Koca Mustafe Rešid paše. Pod vrtom je arkada trgovin, katerih najemnine so bile prvotno namenjene podpori mošeje. To arkado je leta 1580 zasnoval Mimar Sinan, v 1960-ih pa je bila obsežno obnovljena. Nekdanje javne kuhinje mošeje je sultan Abdul Hamid II. leta 1882 preuredil v Državno knjižnico Carigrada in hrani več kot 120.000 knjig in 7000 rokopisov. Prav tako je v nekdanji medresi zdaj Istanbulska občinska knjižnica. Monumentalni Hamam Bajazida II. je bil obnovljen v 2000-ih in zgodnjih 2010-ih, preden so ga leta 2015 ponovno odprli kot Muzej turške hamam kulture.

## Galerija
- Kupola Bajazidove mošeje
- Notranjost mošeje
- Kaligrafski napis nad vrati v mošejo
- Vrata
- Dvorišče
- Mošeja Bejazida II. s stopnic vhoda v univerzo
- Vhodno dvorišče
- Grobnice
- Notranjost mošeje
- Notranjost mošeje
- Kupole mošeje